# Phthiraptera
Los tirápteros (Phthiraptera), generalmente conocidos como piojos, pertenecen al orden Psocodea y son un grupo de insectos ápteros,  hemimetábolos, y ectoparásitos de aves y mamíferos, que incluye unas 3250 especies. Phthiraptera ha sido reconocido como orden,  infraorden o parvorden. La evidencia genética actual indica que los piojos son un linaje altamente modificado de Psocodea (antes llamado Psocoptera) y se ubican a nivel de parvorden (entre infraorden y superfamilia).  
Los piojos afectan a todas las aves y mamíferos, a excepción de los monotremas (ornitorrinco y equidnas) y algunos órdenes de euterios, como los murciélagos y folidotos (pangolines). Sus huevos a los que se les llama liendres son ovipositados por la hembras en el pelo o plumas del huésped. A este grupo pertenecen insectos que provocan infestaciones de importancia económica en humanos (Pediculus humanus capitis, Pediculus humanus corporis y la ladilla Pthirus pubis), al ganado bovino (Damalinia (Bovicola) bovis, Haematopinus eurysternus, Linognathus vituli, Solenopotes capillatus), y varias especies de "piojillos de las aves" que afectan a las gallinas (como Menacanthus stramineus, Menopon gallinae).
Los fósiles más antiguos de piojos que se conocen son del Paleógeno, aunque las estimaciones del reloj molecular sugieren que se originaron antes, durante el Cretácico.

## Descripción
Los insectos de este grupo son altamente específicos de su hospedero y muchas especies incluso prefieren lugares determinados de su cuerpo. Los piojos, a diferencia de otros ectoparásitos como las pulgas, pasan todo su ciclo de vida sobre el hospedero, desde el huevo hasta el estado adulto y la reproducción. Se trasladan de  hospedero a hospedero caminando, pueden pasar unas pocas horas o hasta dos días fuera de su hospedero primario y esperando al siguiente. Las adaptaciones al parasitismo se reflejan en el adulto en su tamaño (de 0,5 a 8 mm), y las patas que en los grupos más derivados terminan en garras fuertes para aferrarse firmemente al pelo, piel y plumas; estos no tienen alas ni la posibilidad de saltar. Según la especie, se alimentan de restos de piel, partes de plumas, secreciones sebáceas o sangre; pueden tener boca masticadora o chupadora. Su color es variable.
Depredadores de los piojos:
Mamíferos omnívoros (no todos; por ejemplo, el tejón)
Mamíferos insectívoros (no todos; por ejemplo, la musaraña o el erizo)

## Taxonomía
En el pasado el grupo se dividía en dos subgrupos en relación con sus hábitos alimenticios: los piojos chupadores (Anoplura) y los piojos masticadores (Mallophaga). Sin embargo, esta clasificación es obsoleta ya que se ha encontrado que Mallophaga es parafilético. En la actualidad el grupo se divide en cuatro superfamilias y diecisiete familias:
- Amblycera: piojos masticadores, un orden primitivo de piojos (antes Mallophaga).
- Anoplura: piojos chupadores, que incluyen los piojos de la cabeza y de la ropa (Pediculus humanus) y las ladillas (Pthirus pubis) humanas.
- Ischnocera: piojos de las aves (antes Mallophaga).
- Rhyncophthirina: piojos de los elefantes y facóqueros.

### Superfamilia Amblycera
- Familia Ancistronidae
- Familia Colpocephalidae
- Familia Menoponidae
- Familia Pseudomenoponidae
- Familia Somaphantidae
- Familia Trinotonidae
- Familia Laemobothriidae
- Familia Ricinidae

### Superfamilia Anoplura
- Familia Echinophthiriidae
- Familia Enderleinellidae
- Familia Haematopinidae
- Familia Hamophthiriidae
- Familia Hoplopleuridae
- Familia Hybophthiridae
- Familia Linognathidae
- Familia Microthoraciidae
- Familia Neolinognathidae
- Familia Pecaroecidae
- Familia Pedicinidae
- Familia Pediculidae
- Familia Polyplacidae
- Familia Pthiridae
- Familia Ratemiidae

### Superfamilia Ischnocera
- Familia Philopteridae
- Familia Trichodectidae

### Superfamilia Rhyncophthirina
- Familia Haematomyzidae

## Galería

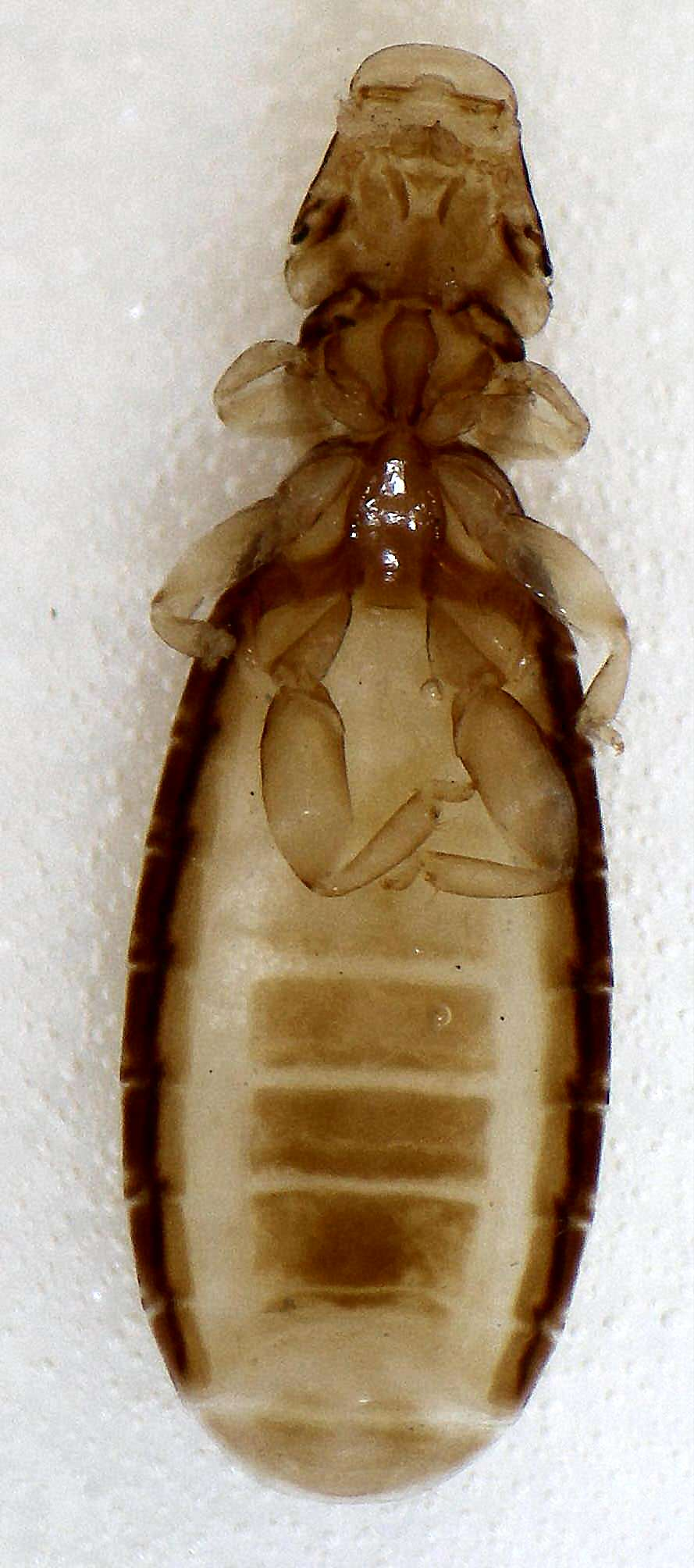
Ricinus bombycillae, piojo amblícero de Bombycilla garrulus.
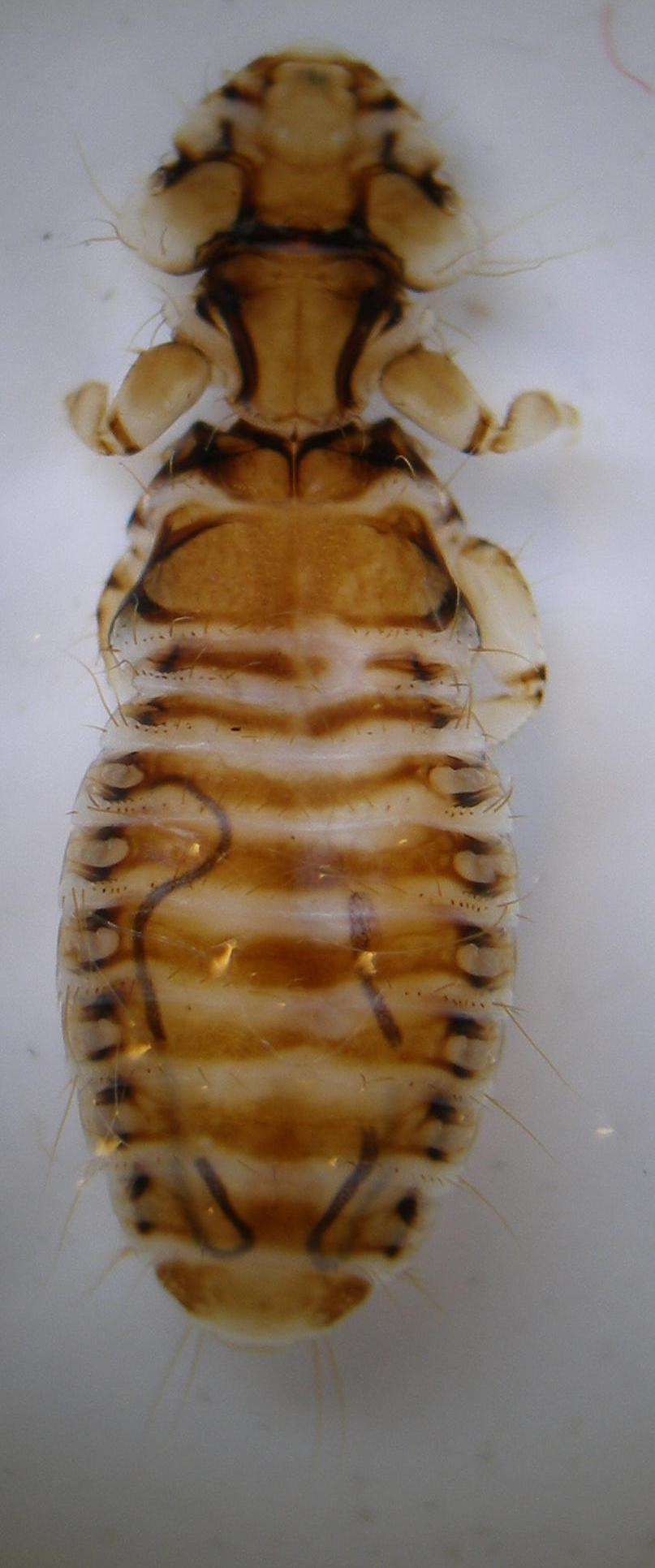
Trinoton anserinum, piojo amblícero del cisne común.
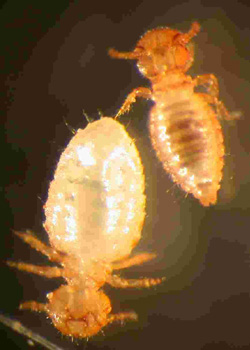
Damalinia limbata  piojo ischnócero de las cabras. Macho más pequeño que la hembra.
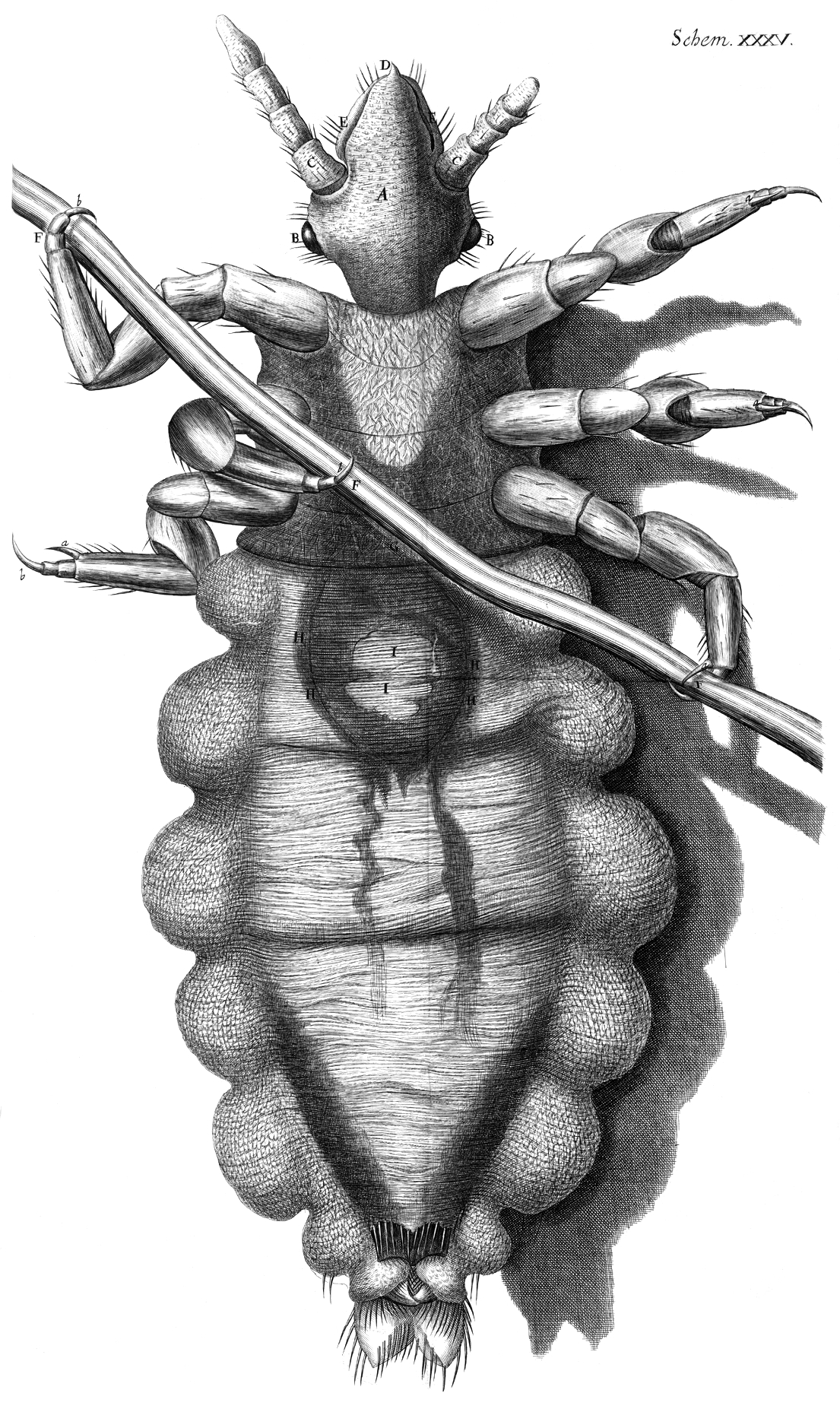
Diagrama de un piojo, Robert Hooke, 1667.
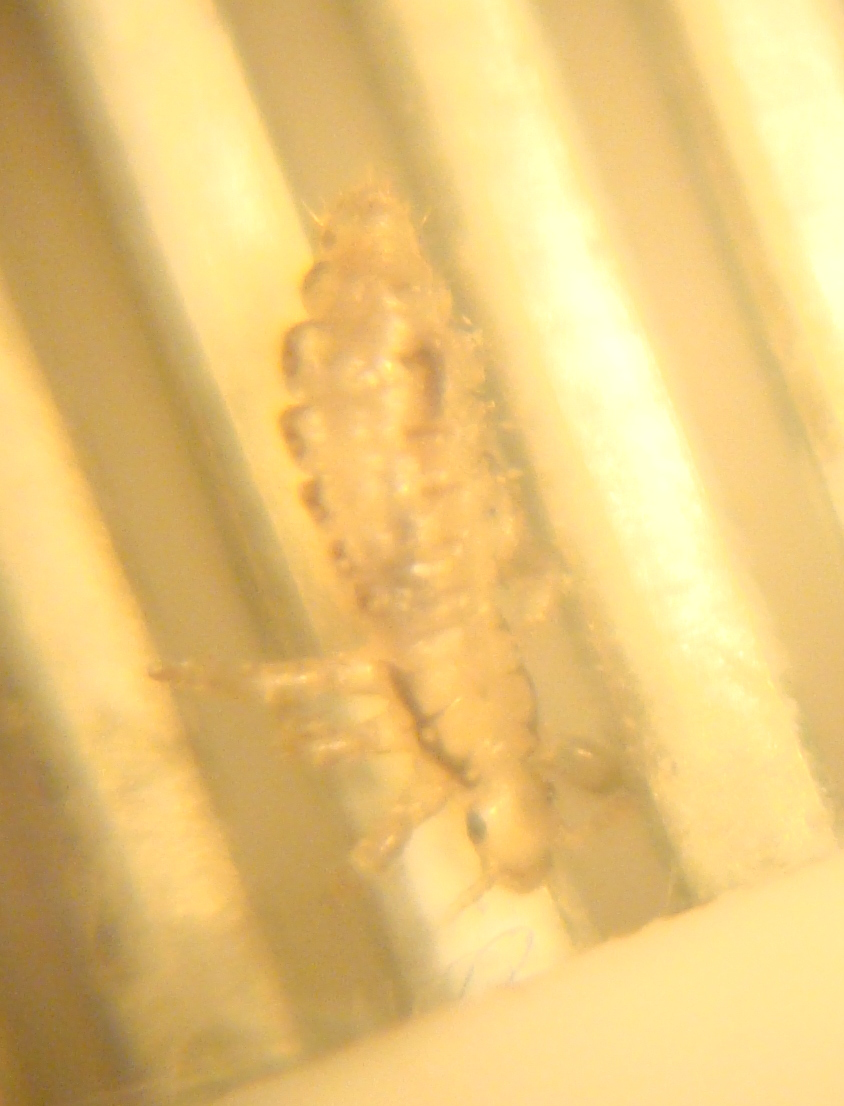
Piojo humano sobre una liendrera (x20).
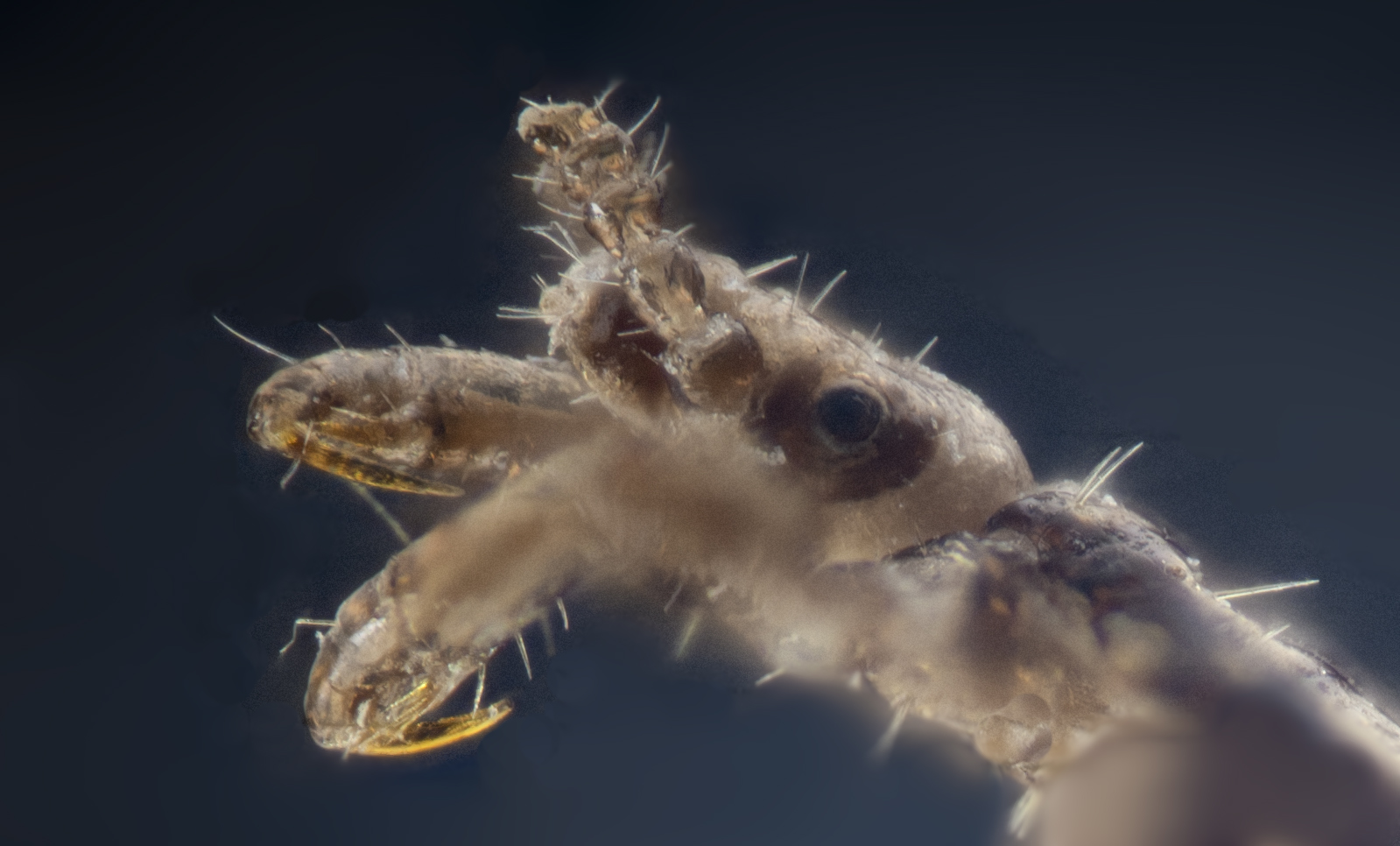
Cabeza de piojo

## Impacto en la cultura humana
Los piojos han estado íntimamente asociados a la sociedad humana a lo largo de la historia. 
Plutarco en su obra Vida de Sila, pintó una imagen aterradora de la infestación por  piojos, que a menudo se consideraba  entre los antiguos un castigo para los tiranos.
En la Edad Media, eran prácticamente omnipresentes. A la muerte de Thomas Becket, arzobispo de Canterbury, en 1170, se dice que "las alimañas hervían como el agua en una caldera a fuego lento, y los espectadores se echaban a llorar y a reír alternativamente". El clero solía ver en los piojos y otros parásitos un recordatorio constante de la fragilidad y debilidad humanas. Monjes y monjas ignoraban a propósito su aseo personal y sufrían infestaciones para expresar su devoción religiosa. Un tratamiento medieval para los piojos era un ungüento a base de grasa de cerdo, incienso, plomo y aloe.
El libro de Robert Hooke de 1667, Micrographia: or some physiological descriptions of minute bodies made by magnifying glasses with observations and Inquiries thereupon (Micrografía: o algunas descripciones fisiológicas de cuerpos diminutos hechas con lupas, con observaciones e investigaciones al respecto), ilustraba un piojo humano, dibujado tal como se veía con un microscopio primitivo.
La satírica obra de Margaret Cavendish The Description of a New World, Called The Blazing-World (1668) presenta a "Lice-men" como "matemáticos", que investigan la naturaleza intentando pesar el aire como el verdadero científico Robert Boyle.
En 1935, el investigador médico de Harvard Hans Zinsser escribió el libro Rats, Lice and History (Ratas, piojos e historia), en el que afirmaba que tanto los piojos del cuerpo como los de la cabeza transmiten el tifus entre los humanos. A pesar de ello, la opinión moderna es que sólo el piojo del cuerpo puede transmitir la enfermedad.

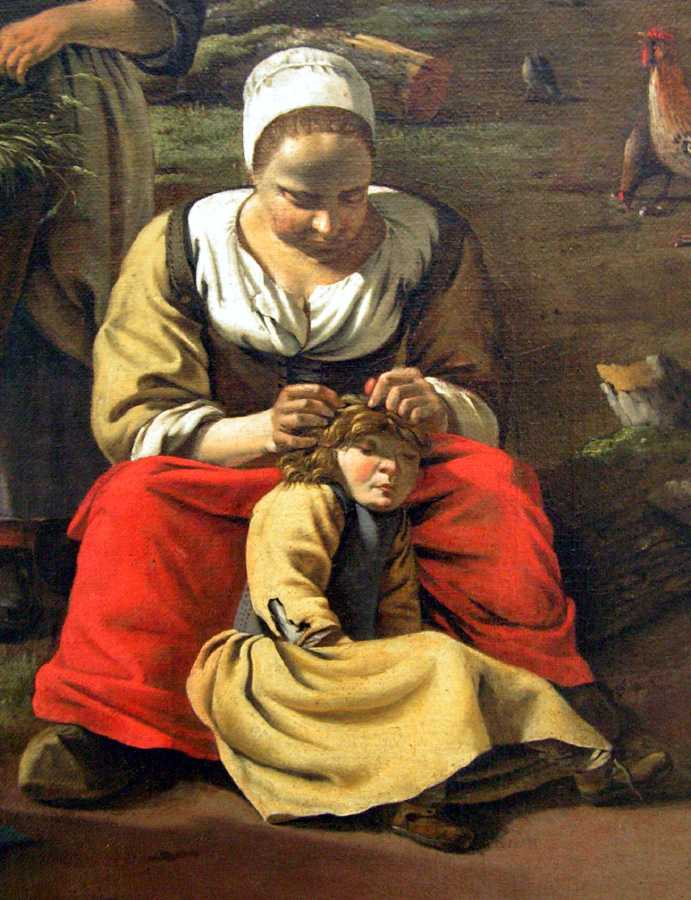
Detalle del despiojamiento en el cuadro Cour de ferme ("Granja") de Jan Siberechts, 1662

Los soldados de las trincheras de la Primera Guerra Mundial sufrieron mucho a causa de los piojos y el tifus que transmitían. Los alemanes se jactaban de controlar eficazmente a los piojos, pero ellos mismos los padecieron gravemente en la Segunda Guerra Mundial en el frente oriental, especialmente en la batalla de Stalingrado. El "despiojamiento" se convirtió en un eufemismo para el exterminio de judíos en campos de concentración como Auschwitz bajo el régimen nazi.
En el trastorno psiquiátrico parasitosis delirante, los pacientes expresan un miedo irracional persistente a animales como piojos y ácaros, imaginando que están continuamente infestados y quejándose de picores, con "una falsa creencia inquebrantable de que hay organismos vivos en la piel".

### En la ciencia
El piojo del cuerpo humano Pediculus humanus humanus tiene el genoma de insecto más pequeño conocido según datos de 2010. Este piojo puede transmitir ciertas enfermedades, mientras que el piojo de la cabeza humana (P. h. capitis), con el que está estrechamente relacionado, no puede. Con su sencillo ciclo biológico y sus pequeños genomas, ambos son organismos modelo ideales para estudiar los mecanismos moleculares que subyacen a la transmisión de patógenos y la competencia vectorial.

### En la literatura y el folclore

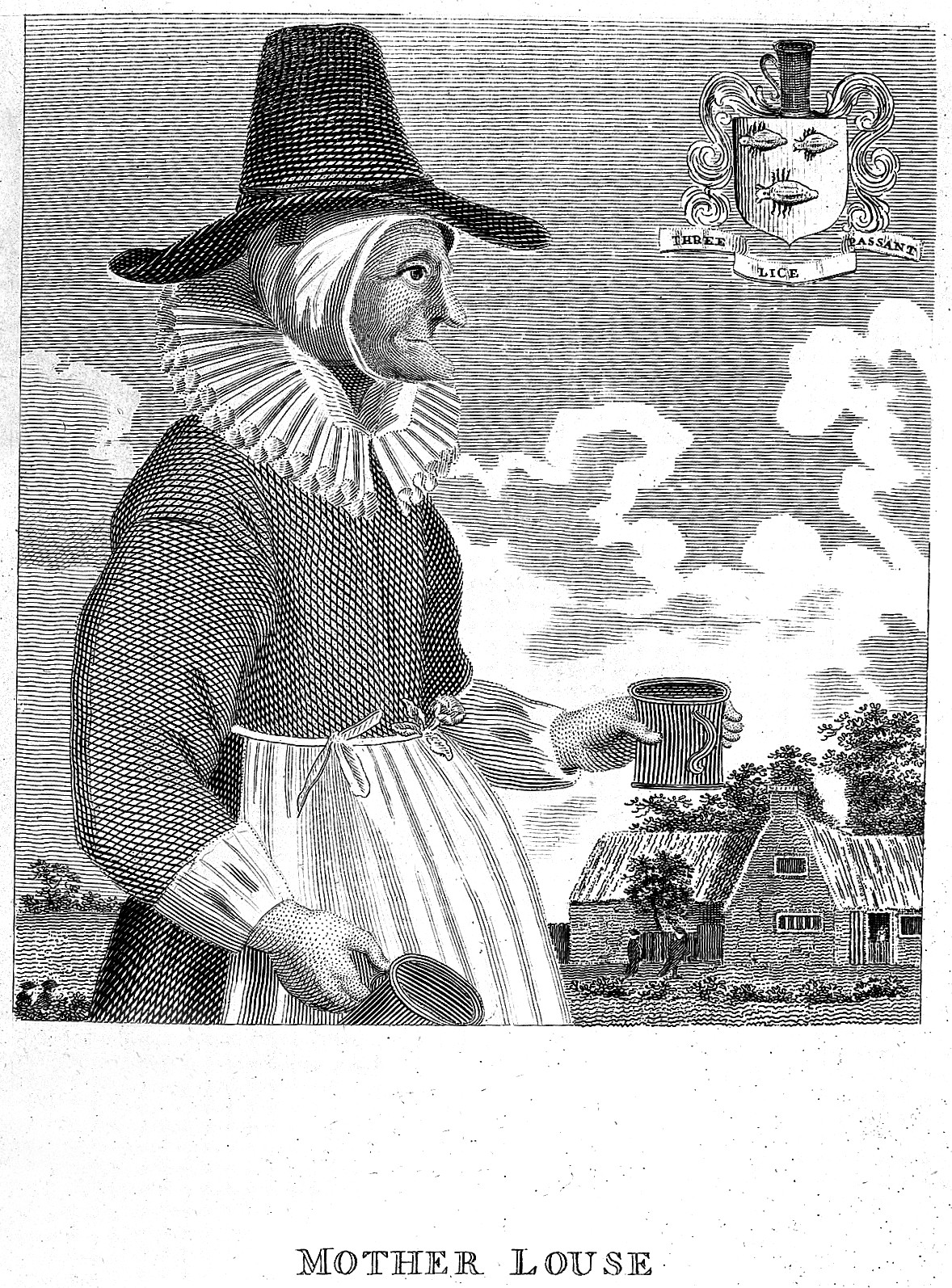
Madre Pioja, una famosa vendedora de cerveza (alewife) del Oxford de mediados del siglo XVIII. Su escudo incluye tres piojos. Imagen de David Loggan.

En el libro de James Joyce Finnegans Wake (1939), el personaje Shem el Penman está infestado de "pulgas, piojos... murciélagos en su campanario".
Robert Burns dedicó un poema al piojo, inspirado por ver uno en el bonete de una dama en la iglesia: "feo, rastrero y blasfemo, detestado y rechazado por santos y pecadores, ¡cómo te atreves a ponerte en su lugar, tan bella dama! Vete a otra parte, y busca tu cena en algún pobre cuerpo". John Milton, en El paraíso perdido, menciona la plaga bíblica de piojos que azotó al faraón: "Ranas, piojos y moscas llenaron todo su palacio de odiosa intrusión, y llenaron toda la tierra". John Ray recogió un proverbio escocés: "Dale una cama a un mendigo y te pagará con un piojo". En Troilo y Crésida, de Shakespeare, Tersites compara a Menelao, hermano de Agamenón, con un piojo: "No me preguntes qué sería yo, si no fuera Tersites; porque no me importa ser el piojo de un lazarillo, para no ser Menelao"
La obra de Clifford E. Trafzer A Chemehuevi Song, The Resilience of a Southern Paiute Tribe cuenta la historia del amor de Sinawavi (Coyote) por Poowavi (Piojo). Sus huevos están sellados en una cesta tejida por su madre, que se la da a Coyote, indicándole que no la abra antes de llegar a casa. Sin embargo, al oír voces procedentes de ella, Coyote abre la cesta y la gente, los primeros seres humanos del mundo, salen de ella en todas direcciones.
El cantautor irlandés John Lyons (nacido en 1934) escribió la popular canción The Kilkenny Louse House. La canción contiene las líneas "Bueno subimos las escaleras y apagamos la luz, en menos de cinco minutos, tuve que ponerme a luchar. Porque las pulgas y los bichos se juntaron para marchar, Y sobre mi estómago formaron un gran arco". Ha sido grabada por Christie Purcell (1952), Mary Delaney en From Puck to Appleby (2003) y The Dubliners en Double Dubliners (1972), entre otros.